# Kuranty (zespół muzyczny)
Kuranty – do lutego 2022 Kremlowskie Kuranty, polski zespół muzyczny wywodzący się z Jasła na Podkarpaciu, wykonuje muzykę nowofalową, alternatywną, w której łączy punk-rock, folk Europy Wschodniej, country, reggae, a nawet swing.
Powstał w 1986 r. po rozpadzie punkowej grupy SDC z inicjatywy Ireneusza Dańki, dziennikarza i muzyka, wówczas studenta historii na Uniwersytecie Jagiellońskim. Nazwa zespołu nawiązuje do tytułu socrealistycznego dramatu Mikołaja Pogodina. Była ironicznym komentarzem do podległości władz PRL wobec rządzących na Kremlu.
Grupa debiutowała (obok Kultu i Ustawy o Młodzieży) w krakowskim klubie studenckim Pod Przewiązką. Zespół rozpadł się na przełomie 1988/1989, aby wznowić działalność w 1991 r. w zmienionym składzie (z pierwszego zostali Dańko i Pikuła). Występował w ramach niezależnej sceny rockowej (m.in. na koncercie "Rock przeciwko faszyzmowi" w Krośnie), dwukrotnie na festiwalu w Jarocinie (1992, 1993) i katowickich Odjazdach.
W 1992 w krakowskim studiu Gama zarejestrował pierwsze nagrania. W tym samym roku ukazała się pierwsza kaseta grupy, wydana przez niezależna firmę fonograficzną Nikt Nic Nie Wie. W 1998 wyszła kolejna kaseta i płyta Ludzie to lubią, stanowiąca przegląd twórczości zespołu. W latach 2003–2007 grupa występowała sporadycznie. Na początku 2007 w NS Studio Nowym Sączu powstała płyta Tam ta da dam. Tytułowy singiel, do którego powstał teledysk w krakowskim klubie Drukarnia, zagościł na Liście przebojów Programu Trzeciego. 21 września 2008 zespół wystąpił w Studiu im. Agnieszki Osieckiej, koncert był relacjonowany na żywo w radiowej Trójce. Jesienią 2009 Kuranty powróciły do NS Studio, aby nagrać płytę Przemyśl mnie, która ukazała się 15 marca następnego roku. Pierwszym singlem była piosenka Czekanie, do której teledysk zrealizowano w Kawiarni Prowincjonalnej w Nowym Sączu. Tam też powstał następny klip do utworu Historia prowincjonalna. Rok później wybór nagrań z 25 lat działalności grupy znalazł się na albumie "Piosenki 1986-2011". Płytę wydaną pod koniec października 2011 r. otwierają trzy nowe utwory, w tym singiel Stracona głowa, do którego teledysk powstał podczas wyjazdu Kurantów na koncert w klubie Projekt O.G.I. w Moskwie. Wiosną 2014 ukazała się kolejna płyta zespołu – Boska rzecz, na której znalazło się 11 piosenek, w tym grane najczęściej na koncertach Czas start i Przeklęty los oraz Dziewczyna (poety) z wierszem Bolesława Leśmiana.
Następna płyta Alonuszka wyszła jesienią 2017 roku. Tytułowa piosenka nawiązuje do rosyjskiej bajki i słynnego XIX-wiecznego obrazu Wiktora Wasniecowa z dziewczyną o takim imieniu, który znalazł się na okładce płyty. Do piosenki Wierna rzeka powstał teledysk w krakowskich Bronowicach i wsi Uhryń w Beskidzie Sądeckim.
W lutym 2022 roku - po napaści Rosji na Ukrainę - grupa zmieniła swoją nazwę na Kuranty. "(...) nie chcemy, żeby nazwa naszego zespołu kojarzyła się w jakikolwiek sposób ze zbrodniczym reżimem na Kremlu".
W maju 2022 roku wyszła nowa płyta „Zgniła zieleń" (cd, winyl). Trafiły na nią m.in. premierowe kawałki („Leśne bajki”, „Potrzebny tlen”) oraz nowe wersje starych piosenek („Ballada h-moll”, „Alonuszka”, „Zanim”). W dwóch nagraniach akustycznych grupa po raz pierwszy wykorzystała ukulele. Gościnnie w „Alonuszce” zaśpiewała krakowska wokalistka Karolina Bosak, dzięki której użyto ukuleli. Do kilku balladowych kawałków powstały teledyski - „konny” w Beskidzie Sądeckim, „cygański” w Kawiarni Prowincjonalnej w Nowym Sączu i „alonuszkowy” nad stawem w krakowskich Bronowicach.

## Dyskografia
| 1995                           | Kremlowskie Kuranty - Data: 1995 - Wydawca: Nikt Nic Nie Wie     | —  |
| 2004                           | Zanim - Data: 2004 - Wydawca: Nikt Nic Nie Wie                   | —  |
| 2008                           | Tam ta da dam - Data: 31 marca 2008 - Wydawca: Lou & Rocked Boys | —  |
| 2010                           | Przemyśl mnie - Data: 15 marca 2010 - Wydawca: Lou & Rocked Boys | —  |
| 2014                           | Boska rzecz - Data: 28 marca 2014 - Wydawca: Lou & Rocked Boys   | 19 |
| 2017                           | Alonuszka - Data: 10 listopada 2017 - Wydawca: Lou & Rocked Boys | ?  |
| "—" pozycja nie była notowana. |                                                                  |    |

| 2008                           | "Tam ta da dam"  | 34 | Tam ta da dam      |
| 2010                           | "Czekanie"       | —  | Przemyśl mnie      |
| 2011                           | "Stracona głowa" | —  | Piosenki 1986-2011 |
| "—" pozycja nie była notowana. |                  |    |                    |

| Rok  | Tytuł                                                                        |
| ---- | ---------------------------------------------------------------------------- |
| 1999 | Ludzie to lubią - Data: 1999 - Wydawca: Shing Records                        |
| 2011 | Piosenki 1986-2011 - Data: 25 października 2011 - Wydawca: Lou & Rocked Boys |
| 2022 | Zgniła zieleń - Data: 27 maja 2022 - Wydawca: Lou & Rocked Boys              |